# Maroko na Mistrzostwach Świata w Lekkoatletyce 2011
Maroko na Mistrzostwach Świata w Lekkoatletyce 2011 było reprezentowane przez 19 zawodników.

## Wyniki reprezentantów Maroka

### Mężczyźni

#### Konkurencje biegowe
| Konkurencja           | Zawodnik               | Eliminacje | Eliminacje | Półfinał | Półfinał | Finał    | Finał   |
| Konkurencja           | Zawodnik               | Rezultat   | Pozycja    | Rezultat | Pozycja  | Rezultat | Pozycja |
| --------------------- | ---------------------- | ---------- | ---------- | -------- | -------- | -------- | ------- |
| 100 m                 | Aziz Ouhadi            | 10.42      | 24. Q      | 10.45    | 20.      |          |         |
| 800 m                 | Mouhcine El Amine      | 1:46.98    | 22.        |          |          |          |         |
| 1500 m                | Abdelaâti Iguider      | 3:41.41    | 21. Q      | 3:46.89  | 17. Q    | 3:36.56  | 5.      |
| 1500 m                | Mohamed Moustaoui      | 3:39.35    | 5. Q       | 3:36.87  | 3. Q     | 3:36.80  | 6.      |
| 1500 m                | Amine Laâlou           | 3:39.86    | 8. Q       | 3:47.65  | 19.      |          |         |
| maraton               | Abderrahime Bouramdane |            |            |          |          | 2:10:55  | 4.      |
| maraton               | Rachid Kisri           |            |            |          |          | 2:13:24  | 11.     |
| maraton               | Ahmed Baday            |            |            |          |          | 2:17:59  | 27.     |
| maraton               | Abderrahim Goumri      |            |            |          |          | DNF      | DNF     |
| maraton               | Adil Ennani            |            |            |          |          | DNF      | DNF     |
| 3000 m z przeszkodami | Abdelkader Hachlaf     |            |            | 8:46.12  | 32.      |          |         |
| 3000 m z przeszkodami | Hamid Ezzine           |            |            | 8:18.81  | 3. Q     | 8:21.97  | 9.      |

#### Konkurencje techniczne
| Konkurencja | Zawodnik       | Eliminacje | Eliminacje | Finał    | Finał   |
| Konkurencja | Zawodnik       | Rezultat   | Pozycja    | Rezultat | Pozycja |
| ----------- | -------------- | ---------- | ---------- | -------- | ------- |
| skok w dal  | Yahya Berrabah | 8.05 m     | 9. Q       | 8.23 m   | 4.      |

### Kobiety

#### Konkurencje biegowe
| Konkurencja           | Zawodnik              | Eliminacje | Eliminacje | Półfinał     | Półfinał | Finał    | Finał   |
| Konkurencja           | Zawodnik              | Rezultat   | Pozycja    | Rezultat     | Pozycja  | Rezultat | Pozycja |
| --------------------- | --------------------- | ---------- | ---------- | ------------ | -------- | -------- | ------- |
| 800 m                 | Halima Hachlaf        | 2:01.80    | 16. Q      | DNF          | DNF      |          |         |
| 1500 m                | Siham Hilali          | 4:13.59    | 21. Q      | 4:09.64      | 16.      |          |         |
| 1500 m                | Btissam Lakhouad      | 4:10.71    | 13. Q      | 4:08.10      | 5. Q     | 4:06.18  | 4.      |
| 1500 m                | Malika Akkaoui        | 4:14.79    | 31.        |              |          |          |         |
| 3000 m z przeszkodami | Hanane Ouhaddou       |            |            | 9:25.96 (SB) | 4. Q     | 9:32.36  | 8.      |
| 3000 m z przeszkodami | Salima El Ouali Alami |            |            | 10:07.71     | 29.      |          |         |